# Carl Friedrich Haug (Unternehmer)

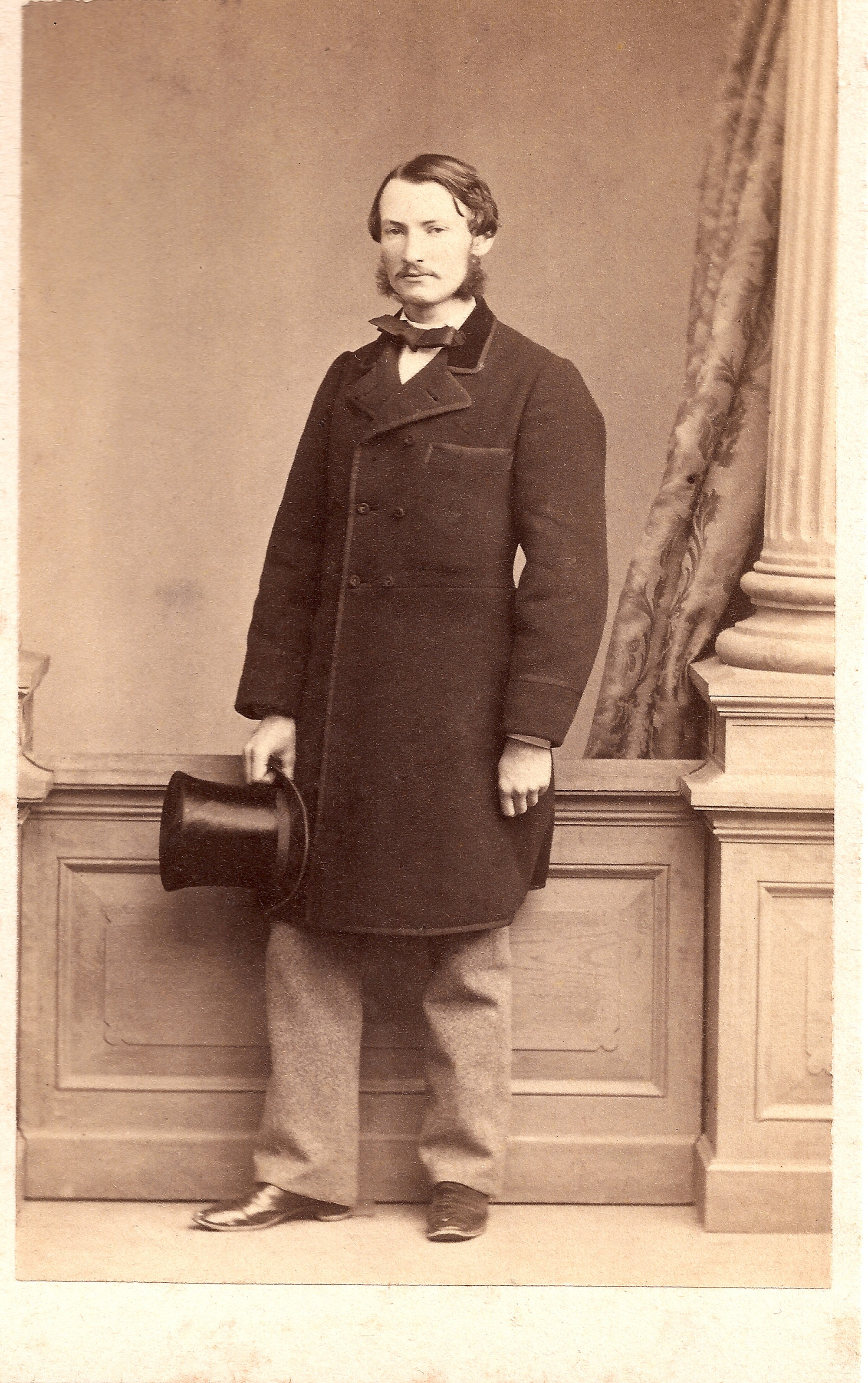
Carl Friedrich Haug, Gründer der Papierfabrik Louisenthal, auf einer Fotografie von Friedrich Brandseph, Albuminpapier um 1862

Carl Friedrich Haug (* 25. August 1838 in Tübingen, Königreich Württemberg; † 17. Februar 1908 in Louisenthal, Königreich Bayern) war ein deutscher Eisenbahningenieur, königlich württembergischer Baubeamter und Unternehmer, der zunächst als Planungs- und Projektingenieur bei den Königlich Württembergischen Staats-Eisenbahnen arbeite und später als Gründer der Papierfabriken in Uhingen und Louisenthal hervortrat. Carl Friedrich Haug junior hat zahlreiche Vorfahren aus der Württembergischen Ehrbarkeit. So ist er auch ein Nachkomme des Reformators Johannes Brenz.

## Leben

### Holzstoff-Fabrik und Papierfabrik Mühle am Baum
1862 begab sich Haug auf eine einjährige Studienreise nach Großbritannien und Frankreich. Nach der Rückkehr gegründete er die Holzstoff-Fabrik in Uhingen bei Göppingen. Sowohl die Gründung als auch der anschließende Betrieb waren mit sehr großen Mühe verbunden.
Haug war auch Mitinhaber der Papierfabrik Mühle am Baum, benannt nach der gleichnamigen, heute in die Kreisstadt Miesbach, eingemeindeten Ortschaft Müller am Baum.

### Gründung der Papierfabrik Louisenthal
1878 erwarb Carl Haug das Areal der ehemaligen Spinnereifabrik Louisenthal und vormaligen Fabrik zur Herstellung von Eisenwaren, der Produktionsstätte der weithin bekannten Gmunder Stifte bei Gmund am Tegernsee. Haug hielt den Standort mit seinen Ressourcen und einer ausbaufähigen Transportanbindung für geeignet, unter Einbeziehung der vorhandenen Liegenschaften eine Papierfabrik aufzubauen.
So entstand im Jahr 1879 die Papierfabrik Louisenthal; ausgestattet mit ihrer ersten Langsieb-Papiermaschine, konnte sie nach Abschluss der Baumaßnahmen die Produktion aufnehmen.

### Lokalbahn von Gmund nach Schaftlach
Da die Vorbesitzer fast alle an den ungünstigen Verkehrsbedingungen scheiterten, trieb Haug den Bau einer Lokalbahn von Schaftlach nach Gmund am Tegernsee voran. 1883 konnte die Lokalbahn eröffnet werden, und ein Transport von Gütern auf Pferdegespannen von Gmund nach Schaftlach war damit überflüssig geworden.

## Familie

Wappen der Familie der Großmutter Luise Conradi geb. Feuerlein, versehen mit einem Wappenbrief von Kaiser Karl V., verliehen am 15. Juni 1551 an Hans Feyerlein, Bürgermeister von Roth, einem Urahn von Carl Friedrich Haug

Carl Friedrich Haug junior war neben neun Schwestern der einzige Sohn des Tübinger Historikers Carl Christoph Friedrich Ludwig Haug und der Theophanie Conradi, der Zeit seines Lebens Briefe und Schriftstücke lediglich mit Carl Friedrich Haug unterzeichnete. Carl Haug junior heiratete am 6. Juni 1867 in Aalen Christiane Böhringer (* 21. Januar 1846 in Aalen; † 8. August 1931 in Louisenthal), Tochter des Bierbrauereibesitzers und Rößlewirts J. Böhringer in Aalen. In der Ehe kamen sechs Kinder zur Welt.
Carl Haug junior ist verschwägert mit Oskar von Bülow, Karl von Riecke und Wilhelm Roser. Karl von Riecke verfertigte, basierend auf den lebenslangen genealogischen Forschungen seines Schwiegervaters Carl Friedrich Haug, eine Schrift zur Württembergischen Familien- und Landesgeschichte.
Die sechs Kinder von Carl Friedrich Haug und von Christiane Haug geb. Böhringer waren:
- Emilie  (* 8. April 1868 in Uhingen; † 29. Juni 1868 in Uhingen)
- Theophhanie (Luise) (* 9. Februar 1870 in Louisenthal; † 12. November 1951 in Louisenthal) ⚭ Adolf (Friedrich Wilhelm Georg Johann) Förderreuther (* 17. Oktober 1860 in Bamberg; † 10. März 1942 in München), Sohn des Generaldirektionsrats Friedrich Förderreuther aus Bamberg und Bruder von Max Förderreuther
- Arthur (Carl Friedrich) Haug (* 10. Dezember 1873 in Mühle am Baum; † 3. Mai 1945 erschossen in Louisenthal) ⚭ Margarete Roser (* 2. Dezember 1882 in Marburg; † 6. Januar 1951 in Louisenthal), Tochter des Wilhelm Roser und der Amalie (Malvine) Haug
- Mathilde (Luise) (* 30. Januar 1876 in Mühle am Baum; † 31. Januar 1949 in Louisenthal) ⚭  Ludwig Karl Weber (* 13. Juli 1860 in Würzburg; † 20. September 1929 in Berlin), Geheimrat, Sohn des Tierarztes Carl Weber aus Würzburg
- Clara Anna (* 6. September 1877 in Mühle am Baum; † 6. September 1946 in Louisenthal) ⚭ Ernst Wilhelm Otto Heller (* 7. April 1847 in Kunreuth; † 18. September in Louisenthal), Stadtpfarrer in Amorbach und Deggendorf, Sohn des Kirchenrats K. Heller aus Nürnberg
- Carl Oskar Ludwig Haug (* 21. Januar 1880 in Louisenthal; † 27. April 1895 in Louisenthal)

Nachdem sich sein Vater Carl Haug aus der Geschäftsleitung zurückgezogen hatte, übernahm der Sohn Arthur Haug die Geschäftsleitung gemeinsam mit seinem Schwager Adolf (Friedrich Wilhelm Georg Johann) Förderreuther (* 23. Oktober 1860 in Bamberg; † 18. März 1942 in München). Die Papierfabrik Louisenthal firmierte unter C. Haug & Co.
Bis 1964 war die Papierfabrik Louisenthal im Privatbesitz der Nachfahren der Familien Haug und Förderreuther. 1964 wurde die Fabrik an das Unternehmen Giesecke & Devrient verkauft. Heute ist die Papierfabrik Louisenthal Hersteller der weltweit vertriebenen Sicherheitspapiere für Banknoten.